# Fineasz i Ferb: Fretka kontra Wszechświat
Fineasz i Ferb: Fretka kontra Wszechświat (ang. Phineas and Ferb The Movie: Candace Against the Universe) – amerykański film animowany oparty na serialu Fineasz i Ferb.

## Produkcja i premiera
Podczas przygotowania nowej platformy streamingowej Disney+, Disney poprosiło twórców serialu Fineasz i Ferb, Dana Povenmire'a i Jeffa "Swampy'ego" Marsha, aby przygotowali nowy film oparty na serialu na platformę. Twórcy początkowo nie byli pewni co do zrobienia filmu, gdyż "twierdzili, że już dość zrobili z tymi postaciami", jednak ostatecznie zgodzili się zrobić film, "zdając sobie sprawę, że tęsknili za nimi". Twórcy postanowili, że film będzie "opowieścią ratunkową", w której Fretka zostaje porwana przez obcych, gdyż serial nigdy nie miał "opowieści ratunkowej", opowieści z Fretką w głównej roli, albo opowieści, która naraziła bohaterów na "straszne stawki".
Oficjalnie ogłoszono na konwencie D23 Expo 23 sierpnia 2019, że film będzie nosił tytuł Phineas and Ferb the Movie: Candace Against the Universe. Produkcja filmu oficjalnie zakończyła się 11 lipca 2020.
Większość obsady powróciła do grania swoich postaci w filmie, jednak głosem Ferba w filmie mówi David Errigo Jr., który wcześniej użyczył swojego głosu Ferbowi w odcinku crossoverowym serialu Prawo Milo Murphy’ego, zastępując Thomasa Sangstera. "Weird Al" Yankovic początkowo miał w filmie odtworzyć swoją rolę Milo Murphy'ego, ale postać została ostatecznie wycięta. Yankovic jednak pojawił się w filmie jako inna postać.
Oficjalna premiera filmu odbyła się 27 sierpnia 2020 na platformie Disney+. Premiera filmu z polskim dubbingiem miała miejsce 24 września 2020 roku na platformie Disney+. W Polsce jest legalnie dostępny od 14 czerwca 2022 roku (od polskiego startu serwisu).

## Fabuła
Fineasz i Ferb wyruszają przez galaktykę, by uratować starszą siostrę Fretkę, która została porwana przez kosmitów i znalazła utopię na odległej planecie, wolnej od nieznośnych młodszych braci.

## Dubbing

### Oryginalny dubbing
- Vincent Martella – Fineasz Flynn
- David Errigo Jr. – Ferb Fletcher
- Ashley Tisdale – Fretka Flynn
- Dee Bradley Baker – Pepe Pan Dziobak
- Dan Povenmire – Doktor Heinz Dundersztyc
- Caroline Rhea – Linda Flynn-Fletcher
- Jeff "Swampy" Marsh – Major Francis Monogram
- Alyson Stoner – Izabela Garcia-Shapiro
- Maulik Pancholy – Baljeet Tjinder
- Bobby Gaylor – Buford Van Stomm
- Mitchel Musso – Jeremiasz Johnson
- Kelly Hu – Stefa Hirano
- Richard O’Brien – Lawrence Fletcher
- Olivia Olson – Vanessa Dundersztyc
- Tyler Alexander Mann – Carl Karl
- John Viener – Norm
- John O'Hurley – Roger Dundersztyc
- Corey Burton – Farmer
- Jennifer Hughes – Żona farmera
- Ali Wong – Super Super Big Doctor
- Wayne Brady – Stapler-Fist
- Thomas Middleditch – Garnoz
- Diedrich Bader – Borthos
- Thomas Sanders – Throat-Lobster
- Brock Powell – Braxington-ton
- Bill Farmer – Hermellivue
- Bob Bowen – Toilet Flower
- Sarah Hudson – Ernox
- "Weird Al" Yankovic – Shirt Cannon Guy
- Tiffany Haddish – The Sound Someone Makes When They Explode From The Waist Up

### Polski dubbing
- Monika Pikuła – Fretka Flynn[12]
- Wit Apostolakis-Gluziński – Fineasz Flynn[12]
- Mateusz Narloch – Ferb Fletcher[12]
- Wojciech Paszkowski – Doktor Heinz Dundersztyc[12]
- Justyna Bojczuk – Izabella Garcia-Shapiro[12]
- Anna Apostolakis-Gluzińska – Baljeet Tjinder
- Beata Wyrąbkiewicz – Vanessa Dundersztyc[12]
- Cezary Kwieciński – Buford Van Stomm[12]
- Dariusz Odija – Major Monogram[12]
- Ewa Błachnio – Super Wielka Prze Doktor[12]
- Marcin Franc – Borthos[12]
- Anna Sztejner – Stefa Hirano[12]

Reżyseria: Artur Kaczmarski

Dialogi i teksty piosenek: Krzysztof Pieszak

Kierownictwo muzyczne: Piotr Zygo

Kierownictwo produkcji: Beata Jankowska, Kamila Zofia Grabowska

Opracowanie wersji polskiej: SDI Media Polska